# Echinopepon coulteri
Espèce
Synonymes
- Echinocystis coulteri (A.Gray) Cogn.[1]
- Echinopepon confusus Rose[1]
- Echinopepon nelsonii Rose[1]
- Echinopepon parvifolius Rose[1]
- Elaterium coulteri A.Gray[1]

Echinopepon coulteri est une espèce de plantes à fleurs de la famille des Cucurbitaceae.

## Systématique
L'espèce Echinopepon coulteri a été décrite pour la première fois en 1853 par le botaniste Asa Gray (1810-1888) sous le basionyme Elaterium coulteri. En 1897, le botaniste américain Joseph Nelson Rose examine de nouveau les spécimens décrits par Asa Gray et considère qu'ils se réfèrent à deux espèces, Echinopepon coulteri mais aussi Echinopepon confusus. C'est par conséquent la date de 1897 qui est retenue avec mention des deux auteurs.

## Étymologie
Sans que cela soit stipulé clairement dans la publication originale d'Asa Gray, il est probable que l'épithète spécifique, coulteri, ait été donnée en l'honneur du botaniste et explorateur irlandais Thomas Coulter (d) (1793-1843) qui a notamment créé une collection de plantes originaires du Mexique. Collection à laquelle se réfère Asa Gray.

## Publications originales
- Description faite par Asa Gray sous le taxon Elaterium coulteri :
  - (en) Asa Gray, « Plantae Wrightianae Texano-Neo-Mexicanae. Part II. An account of a Collection of Plants made by Charles Wright, A. M., in Western Texas, New Mexico, and Sonora, in the years 1851 and 1852 », Smithsonian contributions to knowledge, États-Unis, vol. 5, no 6,‎ 1853, p. 1-119 (ISSN 0096-9354, lire en ligne, consulté le 30 juillet 2022).
- Description faite par Joseph Nelson Rose sous le taxon Echinopepon coulteri :
  - (en) Joseph Nelson Rose, « Studies of Mexican and Central American plants - No.1 », Contributions from the United States National Herbarium, États-Unis, vol. 5,‎ 1897, p. 109-144 (ISSN 0097-1618, lire en ligne, consulté le 30 juillet 2022).